# رودولف كاراكيولا
رودولف كاراكيولا (بالألمانية: Rudolf Caracciola)‏ (و. 1901 – 1959 م) هو سائق سيارة سباق، ومتسابق دراجات نارية من ألمانيا، وسويسرا، ولد في رماغن، شارك في لو مان 24 ساعة، كان عضوًا في الفيلق الاشتراكي الوطني الالي، توفي في كاسل، عن عمر يناهز 58 عاماً ، بسبب تشمع الكبد.

## جوائز
حصل على جوائز منها:
- عضوية قاعة مشاهير الرياضة الألمانية  [لغات أخرى]‏
- International Motorsports Hall of Fame [الإنجليزية]‏ في 1998

## وصلات خارجية
- رودولف كاراكيولا في قاعدة بيانات الأفلام على الإنترنت